# Mécanisme de simulation dans les jeux de rôle
Un jeu de rôle est un jeu de société consistant à jouer un rôle au sein d'un univers imaginaire. Les joueurs interprètent un personnage dans un environnement fictif — ou « fictionnel », puisque c'est le cadre de la fiction — : un monde imaginaire, qui peut être notre monde réel ou bien un univers plus ou moins fantastique. Le tout est souvent arbitré par un joueur ayant un statut particulier, le meneur de jeu.
Les personnages interprétés, appelés « personnages joueurs », sont donc immergés dans l'environnement imaginaire constitué d'autres personnages, les « personnages non-joueurs », d'éléments naturels (relief, faune, flore, météorologie, …), de bâtiments, d'objets manufacturés (meubles, outils, armes, machines, …). Le résultat de ces interactions est habituellement géré par le meneur de jeu.
Celui-ci utilise pour cela les règles d'un jeu de rôle.
L'ensemble des règles ou système, sert à gérer les capacités des personnages, à résoudre leurs actions, à arbitrer la partie ; ce sont des mécanismes de simulation.
Si les conventions du jeu de rôle sont la plupart du temps communes à tous les jeux, les systèmes de jeu sont différents d'un jeu à l'autre.
La plupart des jeux de rôle ont un mécanisme principal, qui est utilisé pour les situations les plus importantes ou les plus fréquentes lors des séances de jeu, en particulier celles liées à la résolution des actions des personnages joueurs. Certains ont par ailleurs des règles secondaires, qui peuvent parfois relever de mécanismes très différents, mais sont fréquemment des déclinaisons du mécanisme principal. Un système peut donc souvent se résumer à un mécanisme principal, parfois deux.
Cet article se veut une approche non exhaustive des principaux types de systèmes.
Note : lorsqu'un terme de jeu a aussi un sens commun, le mot sera mis en italique lorsqu'il s'agit du terme de jeu ; par exemple, « intelligence » désigne la caractéristique du personnage, alors que « intelligence » désigne le concept commun.

## De la nécessité des règles

### Dans les jeux de rôle sur table
Le terme « jeu de rôle classique » désigne les jeux avec un meneur de jeu et un scénario préétabli.
Il existe de nombreux jeux sans règle (jeux de construction, jeux sur la plage…). Les jeux de rôle n'échappent pas à cette logique. Cependant, la construction de la fiction pouvant amener des désaccords entre les participants, il faut tout de même une règle essentielle, l'arbitrage, souvent appelée autorité. Cette règle s'inscrit dans le système de joueurs qui décrit les différents rôles des joueurs, dont la répartition de l'autorité.
Même si ce n'est pas strictement nécessaire, la plupart des jeux de rôles ajoutent un système de jeu, pour régir l'univers de la fiction avec des mécanismes extradiégétiques.
Par exemple : les vaisseaux spatiaux de Star Trek ou de Star Wars ont beau ne pas exister réellement, ils sont tout de même soumis à un univers fictionnel cohérent et ayant une rationalité interne, qui se doit d'être respectée dans une séance de jeu de rôle. Si un personnage joueur tire avec une arme à rayons laser sur un vaisseau spatial, un meneur de jeu un tant soit peu sérieux ne décrira pas comme conséquence que le vaisseau diminue de taille ou se transforme en un bouquet de fleurs, sauf dans certaines circonstances (jeu comique par essence comme Toon, ou bien scène onirique) : la suspension consentie de l'incrédulité, indispensable au plaisir du jeu, a ses limites.
Un meneur de jeu « raisonnable » décrit donc une conséquence vraisemblable : le vaisseau ciblé a été endommagé, a explosé etc. De nombreux joueurs considèrent que les règles ne peuvent cependant pas se contenter d'énoncer que « le meneur de jeu doit être raisonnable ». De même certains meneurs de jeu n'arrivent pas à déterminer seuls s'ils sont « raisonnables » et ont besoin d'un support sur lequel s'appuyer. Le système de jeu est là pour ça : il apporte un ensemble de règles que le meneur de jeu doit bien maîtriser et auxquelles tous les participants de la séance de jeu peuvent se référer. Les règles permettent de créer une atmosphère d'arbitrage objectif qui gère les situations et les actions entreprises par tous les participants (meneur de jeu et joueurs). Par là même, cet arbitrage, appliqué grâce aux règles du système de jeu, évite les conflits de personnes entre les joueurs (joueurs de personnages ou meneur de jeu) qui veulent mener à terme une action et ceux qui ne veulent pas que cette action aboutisse, et ramène le tout sur le terrain du jeu.
À l'inverse, certaines tables jouent « sans règle » (ou, plus précisément, sans règle de simulation, sans système de jeu) : la conséquence des actions est laissée à la libre appréciation du meneur de jeu, les joueurs lui faisant confiance et lui ayant accordé les « pleins pouvoirs », avec la « promesse » qu'il choisira la solution procurant le plus de « plaisir narratif », ; ou bien, la résolution d'une action entreprise par le personnage d'un joueur est laissée à l'appréciation des autres joueurs.
Les règles de combat tiennent en général une place particulière.
« 
L'affrontement physique est quelque chose de très important dans l'univers [fictionnel]. Un combat peut aussi bien revêtir la forme d'une joute amicale entre deux maîtres de sabre, celle d'une lutte à mort entre deux soldats sur un champ de bataille ou encore celle d'un affrontement entre des malandrins et leur proie.
Les combats sont des moments de jeu très intenses, qui nécessitent des règles précises car bien souvent les personnages y mettent en jeu quelque chose d'essentiel, qu'il s'agisse de leur vie ou tout simplement de leur fierté de héros…
 »
— Jing
Rappelons par ailleurs que le jeu de rôle dérive du jeu de guerre. Les règles des premiers jeux en portaient donc logiquement l'héritage, mais même dans la majorité des jeux récents, le combat tient une place à part. En effet, le jeu consiste à inventer une histoire à plusieurs, mais en dehors du meneur de jeu, chaque joueur ne contribue (en général) que par son personnage. Ainsi, alors qu'une œuvre de fiction (roman, film) peut avoir des passages descriptifs, la participation active de chaque joueur implique que l'histoire soit axée sur l'action, et donc sur la confrontation — qu'elle soit sociale (convaincre, négocier, leurrer), physique contre un objet (crocheter, briser) ou physique contre une personne (repérer, combattre).
On voit ainsi que le système de simulation intervient dans les trois composantes de la théorie LNS :
- ludique : la résolution d'une confrontation est un jeu dans le jeu qui fait intervenir, selon les systèmes, une part de hasard et/ou de stratégie ;
- narrative : le résultat de la confrontation décide de la progression de la narration ; les contraintes qu'introduit le système est un moteur de créativité ;
- simulationniste : bien évidemment, les règles simulent le fonctionnement de l'univers.

### Dans les jeux de rôle grandeur nature
Dans un jeu de rôle grandeur nature, les joueurs agissent réellement : ils se déplacent, parlent, font des gestes comme le ferait un acteur d'une pièce de théâtre. Un certain nombre d'actions ne sont donc pas simulées, mais jouées directement, au sens du théâtre d'improvisation. Les personnages sont de fait soumis aux lois réelles du monde (physique, chimie, physiologie) : ils doivent manger, dormir, se fatiguent, peuvent trébucher et tomber. Les interactions sociales — convaincre, négocier, intimider, …— font appel aux talents d'acteur des joueurs.
Cependant, ils incarnent un personnage qui n'a pas leurs capacités. Par exemple, un joueur incarne un voleur (son personnage), qui se trouve devant une porte verrouillée. Le personnage sait crocheter les serrures, mais probablement pas le joueur. Il faut donc prévoir une manière de gérer la situation. De même, le jeu doit pouvoir simuler les phénomènes de l'univers fictionnel qui ne sont pas réels : magie, ou technologie de science-fiction par exemple.
Par ailleurs, l'activité doit être sans risque pour les joueurs et préserver l'environnement. Par exemple, si les joueurs décident que les personnages défoncent la porte, il est hors de question que les joueurs fracturent réellement la porte.
Il en est de même pour les combats. Si l'on supprime le risque de blessure, par l'utilisation d'armes en mousse et l'interdiction de toucher certaines zones (visage, entre-jambes), il faut alors arbitrer le combat. Mais si le personnage est un combattant, le joueur ne pratique pas nécessairement un art martial ou sport de combat, le résultat de la confrontation n'est alors pas logique par rapport à l'univers fictionnel. Il en est de même pour l'utilisation d'armes à distance ; le jeu de rôle grandeur nature n'est ni de l'escrime, ni du paint ball.
Le jeu de rôle grandeur nature nécessite donc la présence d'arbitres aux endroits où les groupes de personnages joueurs ont des interactions spécifiques, et de règles pour gérer ces interactions. Cela passe aussi par la mise en place d'éléments diégétiques, c'est-à-dire guidant la narration : une pancarte « gouffre infranchissable » indique que les joueurs ne doivent pas tenter de franchir un fossé car leur personnage ne le peut pas, même si le fossé ne fait que quelques dizaines de centimètres de profondeur.

### «Du bruit derrière le paravent» ou «le système est important»?
Gary Gygax aurait déclaré que « les dés servent à faire du bruit derrière le paravent ». Ce point de vue illustre le fait que les règles de simulation vont parfois à l'encontre de la progression de l'histoire, lorsque par exemple
- les personnages ne trouvent pas un indice car ils ne réussissent pas un jet de dés ;
- un personnage meurt « prématurément » à cause d'un jet de dés raté ;
- un joueur fait une interprétation convaincante sur une interaction sociale, mais le jet de dés indique une performance médiocre.

Cela a amené certains joueurs à dire que « les règles importent peu ». De fait, il est en général accepté que le meneur de jeu passe outre aux règles lorsque cela sert la progression dramatique et l'interprétation, et donc le plaisir du jeu ; le MJ a le « droit de tricher pour la bonne cause ». Pour résoudre ce paradoxe — les règles rétablissent l'équilibre entre meneur de jeu et joueur de personnage pour le plaisir de tous, mais parfois gâchent ce plaisir —, certains jeu énoncent une règle « supérieure » de type « l'important est le plaisir de jouer » ou bien « l'important est la progression de l'intrigue ». D'autre jeux mettent en place des mécanismes permettant de rejouer les mauvais jets de dés (points de destin, points d'héroïsme, dés de réserve, …) ou donnent des bonus à l'interprétation (un personnage a un bonus ou une réussite automatique si le joueur l'interprète bien).
Cette manière de voir les choses est désignée en anglais par system doesn't matter, « le système n'a pas d'importance ». À l'inverse, certains pensent que « le système est important », system does matter : le système de résolution  ne se contente pas de déterminer une suite aux décisions des joueurs, mais il induit une manière de jouer, il influe directement sur les décisions des joueurs. En effet :
- le fait qu'une situation soit prévue dans les règles incite les joueurs à y avoir recours, elle donne l'idée de tenter l'action ;
- les règles peuvent prévoir des récompenses ou des sanctions à certaines situations, et donc influer sur les décisions.

Par exemple, dans Donjons et Dragons (Gary Gygax et Dave Arneson, 1974), le fait de tuer des monstres rapporte des points d'expérience (XP), ce qui incite au combat ; à l'inverse, les interactions sociales ne sont pas récompensées.
Pour les partisans du system doesn't matter, c'est le propos du jeu qui induit la manière de jouer.

## Les mécanismes de simulation, composantes du système de jeu
Depuis le milieu des années 2000, certains (issus de la communauté de The Forge (en)) considèrent que le « système de jeu » ne se limite pas aux règles procédurales écrites. Ceci est exprimé par le principe de Lumpley, ou principe de Baker-Care : 

« Le système est défini comme étant les actions que vous faites effectivement.
(en) System is defined as the things you actually do. »

— D. Vincent Baker, Periodic Refresher

« Le système (qui inclut “les règles”, mais ne s'y limite pas) désigne les moyens que le groupe utilise pour imaginer les événements se déroulant au cours de la partie.
(en) System (including but not limited to 'the rules') is defined as the means by which the group agrees to imagined events during play. »

— The Provisional Glossary
Concrètement, le système de jeu inclut également le scénario, mais également le « style de maîtrise », la manière dont le meneur de jeu (lorsqu'il y en a un) gère la partie, et même l'univers de jeu.
Pour reprendre un exemple ci-dessus : considérons que les personnages mènent une enquête, mais que la narration est bloquée car les joueurs ont raté un jet de dé qui leur permettrait de trouve un indice clef. On peut estimer que c'est un défaut des règles de simulation, qui ne permet pas de bien gérer la notion d'enquête, et donc modifier ces règles (le système a de l'importance) ; on peut donc créer de nouvelles règles permettant de palier ce défaut, comme le système Gumshoe de Robin D. Laws (en) (2006). Mais on peut aussi estimer que c'est une erreur lors de la création du scénario, et donc énoncer une règle : les indices capitaux, c'est-à-dire dont l'ignorance peut bloquer la progression de l'histoire, ne devraient pas être soumis à un jet de dé. Il s'agit d'une règle du système dans le sens général du principe de Lumpley, puisque le processus de création du scénario est un « moyen qu'utilise le meneur de jeu (membre du groupe de joueurs) pour imaginer les événements se déroulant au cours de la partie ».
Certains auteurs font parfois référence à la notion de « système zéro » : une règle utilisée « par défaut » lorsque les règles écrites du jeu, ou la manière dont la table les interprète, ne permet pas de gérer une situation. Jouer « sans règle » consiste en fait à jouer uniquement avec ce système zéro. Ce système zéro est globalement un synonyme du « style de maîtrise ».
En utilisant la distinction « système de joueurs » (ensemble des règles régissant les rôles des joueurs, le partage de l'autorité, les différents rituels à observer…) du « système de jeu » (moteur mécanique de l'univers de la fiction), jouer sans règle se comprend comme : adopter un système de joueurs qui en attribuant les décisions au détenteur de l'autorité permet de s'affranchir du système de jeu.
On peut décomposer le système global (au sens du principe de Lumpley) en sous-systèmes :
- cadre de jeu : choix du cadre de jeu (setting), ou création de celui-ci en début de partie[13] ;
- dans les règles du jeu, écrites ou choisies par le groupe (contrat social) :
  - répartition de la parole et de l’autorité, encadrement des actions disponibles pour le meneur, gestion de rôles et des tâches au sein du groupe de joueurs (différente de celle des personnages),
  - résolution/simulation (ce dont il est principalement question le présent article), sous-système ad-hoc pour mettre l’accent sur des points particuliers « en jeu » (batailles rangées, combats, dégâts, folie, gestion, joutes oratoire, magie, voyages, etc.) ;
- lors de la constitution du groupe : mise en place de garde fous dans les sujets abordables en jeu, création du groupe[14] ;
- préparation des parties proprement dite : génération de scénario, de partie, d'arcs personnels, de campagne ;
- style de jeu : système zéro, structure et/ou rythme de la partie.

Par ailleurs, certains auteurs distinguent les règles telles que l'auteur du jeu les imagine, les règles telles qu'elles sont écrites, et les règles telles qu'elles sont mises en œuvre dans le jeu. Ce dont disposent les joueurs, ce sont les règles telles qu'elles sont écrites. Ce qui se passe réellement en jeu, ce sont les règles telles qu'elles sont mises en œuvre. La différence entre chacun des trois niveaux de règles peut être de l'ordre de la compréhension ou de l'interprétation, mais aussi du choix (règle écartée, règle modifiée, adjonction de « règles maison »).

## Principes de base

### Logique et analogique
Dans la plupart des jeux, lorsqu'un joueur annonce ce qu'il veut que son personnage fasse, c'est au meneur de jeu de déterminer si l'action réussit ou échoue — les jeux narratifs peuvent utiliser un principe différent. Bien évidemment, les actions simples et évidentes réussissent (par exemple ouvrir une porte non verrouillée, marcher sur un trottoir sec et dégagé), les actions impossibles échouent (par exemple traverser un mur sans l'aide de la magie ou  d'une technologie fictionnelle). Par contre, certaines actions sont incertaines, par exemple franchir un fossé de trois mètres de large ou bien vaincre un adversaire en combat.
Pour résoudre ces actions incertaines, les jeux définissent des règles faisant généralement intervenir le hasard sous la forme de dés, mais pas toujours. Ceci permet d'éviter l'arbitraire de la part du meneur de jeu, et introduit une part de suspense qui est un des intérêts du jeu. D'une manière ou d'une autre, tous les systèmes — avec ou sans hasard, avec ou sans dé — se réduisent à un principe de base :
comparer la qualité de l'action (le personnage est-il brillant ou bien maladroit dans les circonstances données) à la difficulté de l'action.
La qualité de l'action et la difficulté de l'action sont en général évalués soit par un nombre, soit par un type de dé, parfois par un qualificatif — typiquement « faible/mauvais », « moyen », « fort/bon » pour la capacité du personnage, et « facile », « moyen » ou « difficile » pour la difficulté de l'action.

« Le lancer d'un dé peut, analogiquement, remplacer l’action réelle puisque les probabilités sont les mêmes. […] Chaque jeu de rôle a sa méthode […]. Aucune ne saurait prétendre être réaliste. [Les règles] tentent de proposer […] un système d’évaluation des probabilités […] cohérent tout en restant très jouable. »

— Denis Gerfaud, Rêve de dragon
Le système prévoit comment on évalue la difficulté et la qualité de l'action (choix du nombre ou choix des dés jetés), en général en fonction de trois facteurs :
- la difficulté intrinsèque de l'action, par exemple si l'on veut crocheter une serrure, certaines serrures sont plus complexes que d'autres ;
- l'environnement (matériel adapté, conditions météorologiques, éclairage …) ;
- la capacité du personnage.

Cette capacité est souvent composée de trois facteurs :
- l'être, ce qu'est le personnage, s'il a l'esprit vif, une bonne constitution physique… ceci est en général représenté par des grandeurs appelés caractéristiques, par exemple la force, l'habileté, la rapidité, la volonté, le charisme, l'intelligence, la constitution…
- l'acquis, ce qu'a appris le personnage, son entraînement, son expérience… ceci est en général représenté par des grandeurs appelés compétences, qui représentent les actions spécifiques comme combat à l'épée, serrurerie, équitation…
- l'état du personnage : son état de fatigue, son état de santé, si ses capacités sont altérées (améliorées ou dégradées).

Les chiffres ou dés définissant le personnage (caractéristiques et compétences) sont parfois appelées les « statistiques » du personnage.
La notion d'expérience regroupe à la fois l'expérience de la vie (appréhension d'une situation avec recul, gestion du stress, stratégie), l'expérience professionnelle (prise en compte de situations vécues) et l'entraînement (affinement des capacités de mémorisation et de réflexion, assouplissement des muscles, augmentation de la rapidité, de la force). Cette notion d'expérience est en général synthétisée par des points, cumulés au fil des aventures en fonction des actions effectuées ; ces « points d'expérience » peuvent ensuite être « dépensés » pour augmenter des capacités (compétences en général, caractéristiques dans certains jeux).
Pour gérer les notions de caractéristique et de compétences, on distingue en général deux grands types de jeux : les jeux à classes, et les jeux à compétences.

### De ce qui est dit à ce qui se passe dans l'univers fictionnel
La construction de la narration se fait par le dialogue. Lorsqu'un joueur annonce que son personnage fait une action, cela peut signifier plusieurs choses différentes :
- intention : le personnage a l'intention de réaliser cette action ;
- entame : le personnage commence à réaliser l'action ;
- finalisation : l'action est réalisée (qu'elle ait réussi ou échoué) ;
- effet : l'action est terminée et ses conséquences sont établies.

Une des difficultés pouvant apparaître en cours de jeu est que la même phrase peut être interprétée différemment par les différents joueurs.

## Gestion des capacités des personnages

### Chiffrage des caractéristiques et des compétences
Il peut sembler présomptueux de vouloir représenter quelque chose d'aussi complexe que l'intelligence ou la dextérité manuelle par un simple nombre, et de fait, certains systèmes (les systèmes narratifs) s'attachent plus à des descriptions en français. Cependant, c'est aussi au joueur d'interpréter le personnage en fonction du score de la caractéristique, de « jouer le rôle ». Si par exemple le personnage a un faible score en intelligence, au joueur d'utiliser un vocabulaire simple lorsqu'il parle et de réprimer une idée géniale qui pourrait lui passer par la tête (par exemple, le joueur entrevoit la solution d'une énigme, mais sait que son personnage ne peut pas avoir cette idée, il se retient donc de la formuler). On désigne souvent cette attitude par l'anglicisme roleplay, qui signifie « jeu de rôle » mais dans le sens « interprétation » (le jeu « jeu de rôle » en lui-même étant désigné par le terme « roleplaying game »).
Le chiffrage de ces notions permet de trouver un équilibre entre interprétation, suspense (hasard) et simplicité de jeu (donc rapidité, rythme). On peut par exemple imaginer que le score est la note moyenne qu'obtiendrait le personnage s'il passait un examen dans la matière — test psychotechnique (caractéristique : intelligence), test d'effort (caractéristique : endurance), épreuve pratique du CAP de mécanique générale (compétence : mécanique)…
Pour définir les caractéristiques lors de la création d'un personnage, on a deux tendances :
- soit elles sont déterminées aléatoirement, par un jet de dé ;
- soit le joueur dispose d'un capital de points qu'il répartit entre les caractéristiques.

Les jeux proposent souvent les deux solutions. Par ailleurs, ces caractéristiques peuvent être modulées en fonction du peuple (espèce ou ethnie) du personnage.
Les compétences sont en général déterminées par la profession et l'expérience (par exemple par la classe et le niveau), et modifiées par la valeur de certaines caractéristiques ; ceci représente la dualité travail (entraînement)/don (prédisposition). La valeur initiale des compétences peut être entièrement fixée (en général par la profession et l'âge comme dans RuneQuest), ou bien le personnage se voit allouer une « expérience préliminaire », sous la forme de points permettant de faire progresser les compétences (Rêve de Dragon) ou d'un certain nombre de compétences de base à choisir (Palladium), pour refléter l'histoire de son personnage.
Des systèmes (GURPS, Ars Magica, les jeux du Monde des Ténèbres, Le Livre des cinq anneaux, D6 System) proposent aussi au joueur de choisir des défauts pour son personnage (par exemple mauvaise réputation, phobie, dette, stigmate) pour faire progresser des caractéristiques ou des compétences, ou bien pour gagner d'autres avantages (comme relations, argent, pouvoir magique…) ; ceci permet d'aider le joueur à gérer l'interprétation (le roleplay) et donnant des éléments du caractère du personnage ou de son passé.

### Système à classes et à niveaux
C'est le premier système qui fut créé, celui de Donjons et Dragons 1re édition (règles de base et règles avancées). C'est aussi le système adopté par L'Œil noir 1re édition, Palladium (Beyond the Supernatural, Heroes Unlimited, Palladium FRPG, Rifts, Robotech, Teenage Mutant Ninja Turtles), Rolemaster (et donc Spacemaster et le Jeu de Rôle des Terres du Milieu), le d20 System et ses nombreux dérivés.

#### Classe de personnage
Chaque personnage, joué (PJ) ou sans joueur (PNJ), appartient à une classe. La classe correspond à un archétype auquel se conforme le personnage. Elle correspond la plupart du temps à un type de personnage générique (comme guerrier ou magicien) ou à une profession, mais aussi parfois au milieu social ou bien au peuple ; dans certains cas, l'appartenance à un peuple est une classe en soi par exemple dans les règles de base de Donjons & Dragons 1re édition et dans l'Œil noir 1re édition, les elfes et les nains constituent chacun une classe, et Palladium FRPG oppose les classes de profession (OCC, occupational character class) aux classes de peuple (RCC, racial character class, comme les minotaures).
Le degré de maîtrise atteint dans la classe est appelé niveau, et est exprimé par un nombre ; le personnage commence au premier niveau et son niveau augmente avec son expérience.

#### Expérience et niveau
L'acquisition des points d'expérience est un des moteurs de l'action, une des motivations des joueurs est de voir leurs personnages progresser. De fait, le système retenu par le jeu a une grande importance sur l'ambiance.
Par exemple, dans Donjons & Dragons 1er édition, on acquiert des points d'expérience en tuant des monstres (plus le monstre est puissant, plus on a de points) et en ramassant des trésors ; si cela renforce le souffle épique, l'effet pervers est d'avoir des joueurs qui ne jouent que pour accumuler des points d'expérience (c'est le « grosbillisme ») et non plus pour imaginer une aventure en commun.
Dans d'autres jeux (comme le système Palladium), les points d'expérience sont donnés par le meneur de jeu en fonction de divers critères dont l'implication dans l'action et l'interprétation du personnage (le joueur a-t-il bien joué son rôle ?).

#### Capacités des personnages
Les principales capacités des personnages sont déterminées par la classe et le niveau. Dans certains systèmes (L'Œil noir 1re édition, Donjons & Dragons 1re et 2e édition), certaines possibilités sont réservées à certaines classes, par exemple seuls les personnages de la classe voleur savent fouiller les poches. Les capacités sont même essentiellement déterminées par le classe et le niveau, les autres facteurs, comme les valeurs de caractéristiques, ayant peu d'influence.
Dans d'autres systèmes (Rolemaster, Palladium, Donjons et Dragons 3e édition, L'Œil noir 4eédition), l'appartenance à une classe facilite l'acquisition de certaines compétences mais n'interdit pas l'accès aux autres compétences. Ces systèmes sont de fait très proches des systèmes à compétences, mais les compétences progressent uniquement lors d'une montée de niveau, alors que dans un système à compétences, celles-ci progressent petit à petit à chaque fin d'aventure.

### Système à compétences
GURPS, Rêve de Dragon, les jeux basés sur le Basic Role playing System de la société Chaosium (RuneQuest, L'Appel de Cthulhu, Stormbringer, Hawkmoon), Mega, Manga BoyZ, Némédia, les jeux basés sur l'Art du conteur de la société White Wolf Publishing
Le personnage est défini par ses compétences, c'est-à-dire ce qu'il sait faire et s'il le fait bien. Le joueur décide de favoriser telle ou telle compétence pour refléter l'image qu'il a de son personnage, image qui comprend entre autres sa profession, son milieu social, son vécu. Mais ce n'est pas la profession qui modèle le personnage.
Dans les systèmes à compétences, l'expérience peut aussi être représentée par des points accumulés, et dépensés entre chaque aventure pour augmenter les compétences (comme dans Mega ou Rêve de Dragon), mais pas nécessairement. Dans certains jeux (comme RuneQuest et la plupart des jeux de la société Chaosium), on peut faire progresser une compétence si on l'a utilisée en situation de stress dans l'aventure, et il faut réussir un jet pour cela ; ceci représente le fait que l'on ne progresse que si l'on pratique ; il y a par ailleurs la possibilité de faire progresser certaines compétences entre les aventures, en prenant un maître ou en étudiant.
La création des personnages dans les systèmes à compétence est en général plus longue puisqu'il faut choisir les compétences. Certains jeux proposent des archétypes, c'est-à-dire des personnages « tout faits » qu'il reste juste à personnaliser : on peut se contenter d'ajuster les valeurs de l'archétype plutôt que de partir de zéro (D6 System, Star Wars 1re édition). Dans certains jeux, le choix d'un archétype est obligatoire et conditionne la facilité d'acquisition de telle ou telle compétence (EW-System).

### Système narratif
Crimes, Hurlements, HeroQuest, Feng shui, Wushu, Conspirations, Dying Earth.
Le système est basé avant tout sur le récit, sur la construction de l'histoire en commun. Les jets de dé passent en second, les caractéristiques et compétences du personnage sont définies d'un commun accord entre le meneur de jeu et le joueur, en fonction de l'historique du personnage décrit par le joueur.
C'est un système basé avant tout sur la confiance et sur la volonté commune de créer une aventure épique sans s'encombrer de règles, un peu comme si tout le monde se mettait autour d'une table pour écrire un roman.
On pourra dans ce cadre donner une mention spéciale au jeu de rôle Ambre qui se joue sans dés et n'est constitué que d'actions narratives.

### Capacités du personnage ou capacités du joueur?
Un des problèmes fondamentaux est la distinction entre joueur et personnage. Cette distinction est à peu près claire en ce qui concerne les capacités physiques, et a déjà été évoqué dans la section ci-dessus Dans les jeux de rôle grandeur nature : le personnage est athlétique alors que le joueur ne pratique aucun sport, le personnage souffre d'un handicap alors que le joueur est en bonne santé. Le problème est en revanche plus délicat en ce qui concerne les capacités intellectuelles et sociales.
Concernant les capacités intellectuelles, le cas typique est celui de la résolution d'une énigme : cette situation fait appel aux capacités des joueurs, et l'on met de côté le score en intelligence ou en sagesse du personnage. À l'inverse, lorsque les joueurs n'arrivent pas à trouver un indice ou ne se souviennent plus d'une information, il arrive qu'ils fassent un « jet d'idée » ou « de mémoire », la capacité du personnage supplée alors celle du joueur.
Concernant les capacités sociales, la dissonance intervient en général lorsqu'il s'agit de négocier ou de convaincre. Dans certains cas, on se contente d'un jet de dé, mais dans des situations critiques pour l'histoire, il est fréquent que les joueurs interprètent, jouent la scène. Le meneurs doit-il alors entièrement se reposer sur l'interprétation du joueur pour décider si le personnage réussit à convaincre ? La performance d'acteur et d'improvisateur octroie-t-elle un bonus ou un malus au jet ? Les tables de jeu ont fréquemment recours à ces solutions car elles renforcent l'immersion dans l'univers et dans la narration. Mais alors, un joueurs peu à l'aise dans l'interprétation échouera toujours ces actions et il devra renoncer à interpréter un personnage diplomate, ce qui va à l'encontre d'un des principes du jeu de rôle : le fait d'incarner un personnage différent de soi, dans un univers différent du nôtre. Une dernière méthode, qui respecte à la fois les capacités du personnages et permet l'immersion du joueur, consiste à utiliser d'abord la mécanique de résolution (faire le jet de dé), puis ensuite de faire une interprétation conforme au jet.
Les capacités du joueur sont parfois exploitées directement dans le mécanisme de résolution. Par exemple, le jeu de rôle Dread (en) utilise une tour de Jenga. Ce mécanisme est utilisé pour renforcer l'impression de suspense, mais en revanche exclue les joueurs maladroit ou ayant un handicap vis-à-vis de ce jeu d'adresse.

## Gestion du temps
Nous n'allons pas parler de la subdivision du temps et du calendrier dans les mondes imaginaires, mais plutôt du déroulement du temps dans le jeu. En effet, comme dans tout récit (roman, film…), le temps du joueur (ou du lecteur, du spectateur) n'est pas le temps du personnage. Il y a des raccourcis (ellipses, la phrase « après trois heures de marche » représente trois heures pour les personnages mais quelques secondes pour le joueur) et des « dilatations », des ralentis ; c'est ainsi qu'un combat qui dure une ou deux minutes pour les personnages va durer plus de dix minutes pour les joueurs.
D'un point de vue narratif, il n'y a pas de règle générale. Dans une discussion entre personnages, « on » — les joueurs et le meneur de jeu — considère que le temps fictionnel est le temps réels des joueurs. Les parties d'un voyage ne comportant pas d'événement particulier sont résumés par une ellipse.
Par contre, dans les situations rapides où les actions ont des conséquences imbriquées, le meneur de jeu doit gérer la simultanéité des actions ; il faut donc faire intervenir une règle. La méthode retenue en général consiste à découper le temps des personnages en petites périodes de 1 à 10 secondes appelées « tours » (selon le jeu, le tour peut s'appeler « round », « phase »…). Durant un tour, un personnage peut faire une ou plusieurs actions élémentaires (petit déplacement, frapper avec une arme, parer, esquiver…) ; selon les jeux, le tour correspond par exemple à un coup d'épée, ou bien à un échange de coups (par exemple deux coups, un par personnage). Une action très complexe peut durer plusieurs tours.
Ce système permet de gérer la chronologie d'actions plus ou moins complexes. Par exemple, un personnage crochète une porte pour pouvoir s'enfuir pendant que ses compagnons combattent ; le nombre de tours que met le personnage à ouvrir la porte détermine le nombre d'assauts subis par les autres personnages pendant ce temps.
Au sein d'un tour, les actions ne sont pas forcément simultanées ; les jeux font souvent appel à une caractéristique nommée réflexe, rapidité ou initiative qui permet de déterminer quel personnage agit avant quel autre durant un tour. Cela peut aussi être déterminé par le type d'action (une action plus longue que les autres sera effective en fin de tour). L'ordre d'action peut être :
- entièrement déterminé par une valeur fixe (réflexe, rapidité…) ;
- faire intervenir l'aléatoire : jet d'initiative (en début de combat voire en début de chaque tour) ;
- être métaludique, c'est-à-dire ne pas faire intervenir d'élément fictionnel : par exemple, dans le sens des aiguilles d'une montre.

Le meneur de jeu commence en général un tour par un tour de table où chaque joueur fait sa « déclaration d'intention », c'est-à-dire déclare ce que compte faire le personnage au cours du tour. Le meneur de jeu peut par exemple faire parler d'abord les joueurs dont les personnages ont une faible intelligence, afin de représenter le fait que les personnages plus vifs d'esprit devinent les intentions des autres, ceci indépendamment de l'ordre dans lequel seront effectuées les actions ; ou bien respecter l'ordre d'action (le premier à agir parle en premier) ou encore faire un tour de table dans un sens arbitraire.
Certaines actions peuvent rendre caduques les intentions des personnages, le personnage n'agit alors pas durant le tour, ou bien agit plus tard, ou bien subit un malus. Certains jeux permettent d'avoir à l'inverse des actions dites d'« opportunité », c'est-à-dire de changer d'intention en fonction de l'évolution du tour (par exemple, profiter du passage d'un personnage à proximité pour le frapper alors que cela n'était pas prévu).
Il peut être aussi nécessaire de gérer les actions longues, comme construire un radeau ou déblayer l'entrée d'un souterrain, lorsque le décompte du temps est important — si une action doit être terminée avant la tombée de la nuit, si un compte à rebours est enclenché… Un système souvent employé consiste à attribuer des « points de tâche » : l'exécution d'une action représente un certain nombre de points de tâche, et les personnages cumulent les points de tâche qui représentent l'avancement de l'action. Il faut « un certain temps » pour cumuler « un certain nombre » de points de tâche, ceci pouvant être modulé par le nombre de personnages agissant (coopération), par la capacité d'organisation ou de commandement d'un des personnages (compétence dédiée), par la description faite par les joueurs (partage des tâches, organisation), par des jets de dés…
Un autre système consiste à estimer une durée moyenne de la tâche, et à moduler cette durée en fonction des facteurs énoncés ci-dessus.
Là encore, s'il n'y a pas de date limite « couperet », le meneur de jeu peut se contenter d'une estimation à la louche (« il vous faut trois heures pour… », « vous finissez en fin de matinée »).

## Gestion des résultats des actions
Au cours de la partie, les joueurs énoncent les intentions des personnages, et le meneur de jeu doit indiquer le résultat de l'action : réussite ou échec, avec éventuellement une graduation — réussite éclatante, échec catastrophique, résultat mitigé…
Comme évoqué plus haut, la méthode de résolution consiste en général à comparer une qualité d'action à une difficulté d'action.
La gestion des résultats des actions constitue en général un jeu dans le jeu : jeu de hasard, jeu de stratégie.
On distingue typiquement trois mécaniques :
- déterministe : on compare simplement la capacité du personnage à la difficulté de l'action, les joueurs cherchent à favoriser le personnage c'est-à-dire à obtenir des bonus ;
- aléatoire : le déroulement de l'action est déterminé aléatoirement, les joueurs cherchent des moyens de favoriser le hasard c'est-à-dire d'obtenir des bonus ;
- gestion de ressource : les personnages disposent d'une réserve de points et dépensent ces points pour effectuer des actions ; vaut-il mieux dépenser les points pour l'action présente ou les garder pour plus tard ?

Dans tous les cas, il y a une forme de pari.
Dans les premiers jeux, les actions physiques, dont le combat, étaient résolues par un système aléatoire et la gestion de ressource concernait la richesse (comptabilité de pièces d'or), la logistique et l'intendance (comptabilité des flèches, des repas, des potions de soin). Les situations se sont parfois inversées avec un système de ressources pour les actions — par exemple avec le système Gumshoe (2006) — et un système déterministe ou aléatoire pour la logistique et l'intendance — Swordbearer (en) (1982), Marvel Super Héros (1985), The Black Hack et son dé d'usage (2016).

### Systèmes sans hasard
Le système ne fait pas nécessairement intervenir de hasard.
La première méthode est celle du « tout ou rien » : le personnage réussit l'action si sa capacité est supérieure à la difficulté. « Supérieur » n'implique pas nécessairement de notion chiffrée. Par exemple, les capacités sont décrites qualitativement, par exemple par une échelle « ignorant » — « novice » — « expérimenté » — « expert », et la difficulté est décrite elle aussi qualitativement par une échelle « élémentaire » — « simple » — « délicat » — « ardu » ; un tableau croisé permet de dire si l'action échoue ou réussit, et avec quel degré.
Par exemple, dans Tenga et dans la première édition des Terres de Légende, le système est sans hasard, il suffit de comparer la valeur de la compétence à la valeur de la difficulté ; en cas d'échec, le joueur peut décider que le personnage tente de se surpasser, et l'on fait alors un jet de dés. Dans Donjons et Dragons 3e éd./d20 System à l'inverse, la résolution fait habituellement intervenir des jets de dé, mais le joueur peut décider que le personnage s'applique et prend son temps, auquel cas on ne jette pas le dé mais l'on considère que le joueur a « fait 10 » ou « fait 20 » (selon le temps passé) ; il a donc un résultat « moyen ». Dans le système Fuzion, on peut remplacer le jet de dés par la valeur fixe 10.
On peut aussi utiliser un système de pari : la difficulté de l'action peut être cotée par un nombre, et le joueur décide de dépenser des points qu'il a en réserve, représentant l'effort fourni. Le joueur ne connaît pas la difficulté, le joueur peut donc prendre le risque de dépenser peu de points, et donc d'échouer s'il préfère les garder pour plus tard.
Par exemple, dans le système Gumshoe, une enquête policière est gérée de la manière suivante : certains indices sont « gratuits » mais les joueurs doivent penser à les relever, d'autres indices ne peuvent être trouvés si le joueur dépense un « point d'enquête ». Ainsi, sur une scène de crime, le joueur peut annoncer « je cherche une douille » ou bien « je cherche une douille en dépensant un point d'enquête » ; ce dernier est dépensé inutilement s'il n'y a pas de douille ou bien si l'indice était gratuit.
Dans Fiasco et Perdus sous la pluie, des jeux sans meneur de jeu, ce sont les joueurs eux-mêmes qui déterminent la réussite d'une action avec un système de jetons pour limiter l'arbitraire : soit il doit y avoir autant de réussites que d'échecs (dans Fiasco, on donne un dé blanc ou un dé noir et ils sont en nombre égal), soit le nombre de conséquences négatives est limité (dans Perdus sous la pluie, chaque joueur a un lot de jeton et chaque blessure morale lui fait perdre un jeton, mais il ne peut en perdre qu'un par scène).
Dans Avant Charlemagne, l'initiative au combat est jouée au Chifoumi, qui est une forme de pari.

### Système avec hasard
Le hasard est en général généré par des jets de dés. Cela prend en général deux formes :
- jeter un ou plusieurs dés et comparer le score à une valeur seuil,
 soit le jet correspond à la qualité et le seuil à la difficulté, soit l'inverse ;
- comparer deux jets de dé, l'un décrivant la qualité, l'autre la difficulté.

On peut aussi recourir à d'autres générateur de hasard comme pile-ou-face, le tirage d'un jeton dans un sac, le tirage d'une carte dans un paquet, le recours à un logiciel informatique…
Ceci est développé plus loin dans la section Détermination de la réussite

### Complexité: degré de simulation, ambiance et jouabilité
La complexité des règles est un compromis entre le degré de simulation, ambiance et la jouabilité.
Certains systèmes ont une règle unique de résolution : toutes les actions incertaines se résolvent avec la même règle, seuls changent les paramètres de la règle (nombre de dés ou seuil à atteindre). Ces systèmes sont faciles à mémoriser et permettent de jouer rapidement. Les règles sont alors un « catalogue de cas », recensant les paramètres à appliquer selon la situation ; de fait, les systèmes à règle unique peuvent donner des règles touffues. Si les règles ne prévoient pas un cas, ou que l'on ne veut pas retarder le jeu en allant chercher le chapitre correspondant, il est facile d'improviser en appliquant la règle unique et en estimant les paramètres à vue de nez.
Toutefois, on constate tous les jours que les phénomènes naturels ne suivent pas tous la même règle. Certains jeux se sont attachés à décrire des règles différentes pour les cas les plus probables. Ces systèmes simulationnistes sont parfois dits « réalistes » ; on ne saurait cependant parler de réalisme pour des jeux imaginaires, les règles les plus complexes étant de toute manière bien plus simples que la réalité…
Enfin, certains jeux sont centrés sur une ambiance, un aspect particulier de l'univers du jeu. Dans ce cas-là, le système peut prévoir une règle particulière pour telle ou telle action ou encore tel ou tel phénomène, afin de donner du relief ou de prendre en compte les particularités. C'est le cas typique des règles de combat, qui sont en général spécifiques pour leur donner une intensité dramatique ; un autre exemple célèbre est celui de la règle de santé mentale (SAN) introduite par l'Appel de Cthulhu, permettant de simuler le fait qu'un personnage-joueur puisse échapper à la maîtrise du joueur (se retrouve prostré ou bien fuit de manière irrésistible), et sombre lentement dans la folie.

### Degré de corrélation (ou d'abstraction) avec la réalité fictionnelle
Dans la plupart des jeux, la mécanique de résolution est liée aux descriptions faites par les joueurs. Si le joueur annonce telle action, alors on applique telle règle et les précisions que donne le joueur et le meneur de jeu modifient les paramètres de la règle. Cependant, pour certains jeux, la mécanique de résolution est décorrélée du discours des joueurs : la résolution de l'action est un jeu dans le jeu en soi, mais ce qui se passe durant la scène, la narration, les joueurs, rien n'affecte la manière dont on résout la scène. C'est le cas par exemple de Wushu : la description que font les joueurs fait gagner des dés d'action, qui permettent donc de vaincre l'adversité, mais ce mécanisme ne fait pas intervenir les capacités des personnages ni ce qui se passe réellement dans la fiction. Certains parlent dans ce cas-là de système « abstrait » car il est déconnecté de la réalité fictionnelle.

## Gestion du hasard

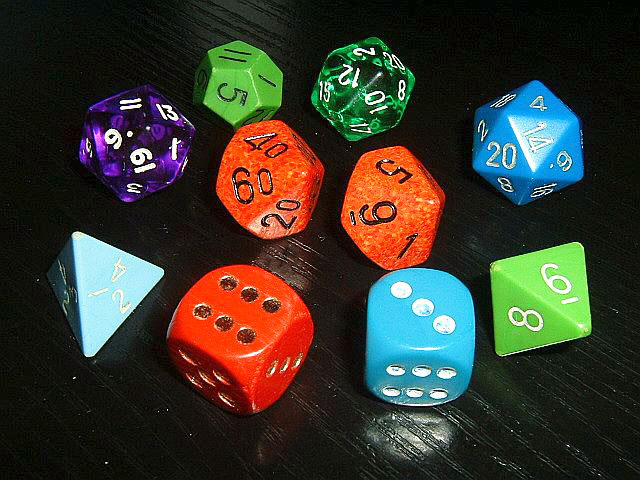
Les principaux dés utilisés en jdr

La résolution des actions incertaines consiste, dans la très grande majorité des jeux, à comparer le résultat d'un jet de dés avec la « capacité » du personnage à résoudre l'action et la difficulté de l'action. Le terme « capacité » désigne le paramètre lié au personnage qui va déterminer la réussite de l'action. Il peut découler des caractéristiques et compétences, ou bien de la classe et du niveau.

### Détermination de la réussite

#### Jet comparé à un seuil
La première idée consiste à comparer un jet de dé, représentant le hasard — ou plus exactement la variabilité de la prestation d'un personnage et des conditions, modélisées par du hasard —, à un seuil ;
- soit le jet de dés doit être en dessous du seuil;
- soit il faut dépasser ce seuil.

Avec la méthode jet sous un seuil, l'action réussit si
jet de dé < seuil
— ou —
jet de dé ≤ seuil
les deux étant équivalents, puisque
jet de dé < seuil
— équivaut à —
jet de dé ≤ seuil - 1
nous ne retiendrons pour simplifier que l'inégalité stricte.
Les chances de réussite dépendent des capacités du personnage (caractéristique, compétence) et de la difficulté. En général, plus la caractéristique ou la compétence est élevée, plus le personnage est capable de réussir. La première idée consiste donc d'avoir une caractéristique ou une compétence chiffrée, et de prendre ce chiffre comme seuil de réussite ; comme les chances augmentent avec la valeur chiffrée, il faut faire moins avec les dés. On peut modifier le seuil de réussite en fonction des conditions et de la difficulté de l'action, la condition de réussite devient alors :
jet de dé < capacité + bonus - malus
Si la capacité est une caractéristique, on parle de « jet sous une caractéristique » ; un tel jet est en général employé lorsque l'action ne requiert aucun apprentissage préalable, par exemple pour soulever une charge, on fait un jet sous la force. La compétence peut être un seuil à part entière, on fait alors un jet sous la compétence. Mais la compétence peut être aussi un modificateur de la caractéristique, d'un bonus ou d'un malus représentant l'entraînement et le savoir acquis, la capacité est alors caractéristique + compétence (par exemple faire un jet sous dextérité + serrurerie pour crocheter une serrure).
Le système de jet sous une caractéristique ou une compétence est utilisé dans de nombreux jeux, comme RuneQuest (et donc BaSIC, L'Appel de Cthulhu, Stormbringer), Némédia, Empire galactique, Avant Charlemagne… Le D20 system (Donjons et Dragons 3e édition) utilise un jet de dé sur une compétence.
La marge est la différence entre le seuil à atteindre et le jet
marge = seuil - jet de dé
cette marge peut servir à nuancer la réussite ou l'échec. Si la marge est positive, l'action est réussie, et si elle est très grande, alors la réussite est totale. Si la marge est négative, alors l'action échoue et si elle est très petite, alors le personnage commet une maladresse (fumble) irréversible.
Ce système de marge est utilisé dans de nombreux jeux comme Légendes (qui l'utilise notamment dans la célèbre Charte angoumoise), Empire Galactique, Avant Charlemagne et Mega II ; de nombreux meneurs de jeu l'utilisent même lorsque les règles ne prévoient pas de jet sous une caractéristique (ce système permet de gérer simplement des situations non prévues par les règles).
La deuxième idée consiste à considérer que le seuil représente la difficulté. Plus l'action est difficile, plus la valeur chiffrée est élevée ; la méthode consiste donc à « dépasser un seuil », l'action réussit si
jet de dé > seuil
(on peut aussi avoir un ≥ cf. remarque ci-dessus). Le seuil est appelé « seuil de difficulté ». La capacité du personnage intervient comme un modificateur (bonus ou malus) au jet de dé, donc l'action réussit si :
jet de dé + modificateur de capacité > seuil de difficulté
Les deux méthodes sont donc parfaitement équivalentes, la seule différence étant que dans le premier cas, on retranche la grandeur variable (jet de dé) à la caractéristique (fixe) du personnage alors qu'on l'ajoute dans le deuxième cas. Ceci explique pourquoi il faut réaliser le plus petit jet possible avec la première méthode et le plus grand possible avec l'autre.
Ces méthodes ont été les premières utilisée. La capacité du personnage et la difficulté sont invariablement représentée par un nombre, qui peut donc être le seuil du jet, ou un bonus/malus au jet. Dans les années 1990, des auteurs ont eu l'idée de représenter la capacité par un ou plusieurs dés :
- soit le type de dé est variable, avec une progression du plus faible vers le plus fort de d4, d6, d8, d10, d12, d20 ; c'est le cas par exemple de Savage Worlds ;
- soit on n'utilise qu'un seul type de dé, et le nombre de dés est variable, par exemple dans le cas du d6 System ; voir ci-après Nombre de dés variables.

Dans ce cas, la difficulté est en général un nombre seuil, et il faut dépasser ce seuil avec le jet. Dans certains cas, la difficulté est elle-même représentée par un dé, l'action est réussie si le jet du personnage dépasse le jet de difficulté.

#### Tables de résolution
Parfois, la capacité à réussir l'action n'est pas simplement la caractéristique ou la compétence, mais elle est donnée par une table.
Par exemple, la capacité dépend de la profession (classe) du personnage et de son niveau, la valeurs de la capacité en fonction de ces deux facteurs est tabulée. On fait alors un jet sous cette capacité. On peut alors avoir de multiples tables, une table par type d'action plus ou moins vaste (par exemple table des capacités du voleur, table de combat…). Ce système est utilisé dans Donjons & Dragons 1e et 2e édition, ainsi que dans Rolemaster. Rolemaster dispose de nombreuses tables de combat (une table par arme…), par contre il n'y a que deux tables pour les autres actions : la table des mouvements (courir, sauter, nager, escalader…) et la table des actions statiques.
Certains jeux utilisent une table unique de résolution (TUR), comme James Bond 007 ou Rêve de Dragon. Par exemple, on a une table à double entrée capacité/difficulté qui détermine le seuil ; cette table est utilisée pour toutes les actions. Ceci permet de moduler les chances de réussite par rapport au jet sous une capacité où la loi est linéaire.

#### Nombre de dés variables
Dans certains systèmes, la capacité d'un personnage est représentée par un nombre de dés. On a alors deux méthodes de résolution.
Somme de dés contre seuil de difficulté
Le joueur lance un nombre de dés correspondant à la capacité de son personnage et doit obtenir en les additionnant tous un résultat supérieur au seuil de difficulté de l'action. Si par exemple le seuil de difficulté est de 15, un joueur lançant 4D6 aura plus de chance de réussir que celui qui lancera 3D6. La différence entre le seuil de difficulté et la somme des dés permet de déterminer la qualité de réussite. Des jeux comme Star Wars 1re édition, D6 System ou Le Livre des cinq anneaux utilisent ce système qui fait partie de la famille « jet comparé à un seuil ».
Plusieurs dés, chaque dé étant comparé au seuil de difficulté
Le joueur lance un nombre de dés équivalent à la capacité de son personnage et ne retient que ceux qui dépassent le niveau de difficulté. Par exemple un joueur lançant 4D10 avec un facteur de difficulté de 5 ne comptera comme succès que les dés ayant un résultat supérieur à 5. Plus le nombre de succès est important, plus la réussite sera marquée. Ce système qui nécessite en apparence moins de calcul mental est notamment utilisé dans Vampire : la Mascarade et les autres jeux de la gamme White Wolf. Il est parfois appelé « système à succès ou à réussites séparées ».

#### «Jet sans limite» ou «jet ouvert»
Ce système, qui peut se greffer sur l'un des systèmes ci-dessus, permet de relancer un dé lorsque sa valeur atteint ou dépasse un certain seuil et d'ajouter le résultat de ce nouveau lancer aux succès (ou à la marge de réussite) précédemment obtenue. Il est utilisé notamment dans Rolemaster, Ars Magica ou encore dans Etherne.
Dans le d6 System, une variante est employée : un seul des dés lancés est susceptible d'être relancé, ou de causer un événement à la discrétion du MJ : le « dé libre ». Dans Savage Worlds, les personnages importants, dits « jokers », disposent d'un dé supplémentaire (d6) dont le jet est ouvert ; s'il est rejeté, on dit qu'il « explose ».

### Probabilités des dés en jeu de rôle
L'utilisation fréquente des dés afin d'ajouter une composante aléatoire aux jeux de rôle donne lieu à des utilisations des lois de probabilité pour étudier les caractéristiques des lancers.

### Systèmes sans dés
Les systèmes de type narratifs, comme Ambre, et de manière générale les systèmes sans hasard, se passent évidemment de dés.
Mais de nombreux systèmes utilisent des moteurs de jeu basés sur d'autres outils que les dés. On trouve par exemple des systèmes à base de jetons de poker (Deadlands, pour le côté western), de cartes à jouer (La geste des rêveurs de vent, Miles Christi, Schizoekoumène, Shade), ou de jeux de réflexion et d'adresse. Ainsi, le jeu Dread fait appel au Jenga.
Dans certains cas, on a donc toujours recours au hasard, ce qui ne change donc fondamentalement rien par rapport aux systèmes avec dés, mais donne une coloration qui favorise l'immersion dans l'univers de jeu.